# أكيرا موريكاوا
أكيرا موريكاوا (باليابانية: 森川亮؛ بالكانا: もりかわ あきら) هو شخصية أعمال ياباني، ولد في 1969 في كاناغاوا في اليابان.